# Église Saint-Pierre de Loiras
L'église Saint-Pierre est une église partiellement romane située à Loiras, hameau de la commune du Bosc dans le département français de l'Hérault en région Occitanie.

## Localisation
L'église se dresse au centre du hameau de Loiras, à quelques pas de la route départementale D 140, à l'ouest du ruisseau le Merdanson.

## Historique
L'abside et le chœur de l'église Saint-Pierre de Loiras ont été construits à la fin du XIe siècle ou au début du XIIe siècle.
Par la suite, l'église a été beaucoup modifiée au fil du temps: trois chapelles ont été ajoutées au XIIIe siècle, le clocher a été édifié au XIVe siècle tandis que le porche d'entrée porte la date 1611.
L'église est mentionnée sous le nom d'Ecclesia paroecialis S. Petri de Avoiratio en 1236.

## Statut patrimonial
Propriété de la commune, l'église ne fait l'objet ni d'un classement ni d'une inscription au titre des monuments historiques mais elle figure à l'Inventaire général du patrimoine culturel sous la référence IA00029368.

## Architecture
À l'est, l'église conserve un  chevet roman composé d'une abside semi-circulaire unique édifiée en pierre de taille assemblée en grand appareil et couverte de tuiles, qui présente de lourdes traces de réfection à l'est et au nord mais a conservé ses arcatures au sud.
L'église est dominée par la puissante silhouette de son clocher rectangulaire, percé de baies campanaires ogivales (géminées sur les faces nord et sud et simples sur les autres faces) et surmonté d'un campanile en fer forgé.